# Falsidactus
Falsidactus är ett släkte av skalbaggar. Falsidactus ingår i familjen långhorningar.Kladogram enligt Catalogue of Life:
| Falsidactus | \| \| Falsidactus kivuensis \| \| \| \| \| \| Falsidactus lateriplagiatus \| \| \| \| \| \| Falsidactus parabettoni \| \| \| \| \| \| Falsidactus vittatus \| \| \| \| |
|             | \| \| Falsidactus kivuensis \| \| \| \| \| \| Falsidactus lateriplagiatus \| \| \| \| \| \| Falsidactus parabettoni \| \| \| \| \| \| Falsidactus vittatus \| \| \| \| |
|             | Falsidactus kivuensis |
|             | |
|             | Falsidactus lateriplagiatus |
|             | |
|             | Falsidactus parabettoni |
|             | |
|             | Falsidactus vittatus |
|             | |